# باقر شریعت
باقر شریعت ( ١٣٠٠-نامعلوم)سیاست‌مدار ایرانی بود، که در دوره‌های  بیستم  و  بیست و دوم  بعنوان نماینده گناباد در مجلس شورای ملی حضور داشت.

## زندگی‌نامه
باقر شریعت ، به سال ١٣٠٠ در گناباد متولد شد. پس از انجام تحصیلات ابتدائی و متوسطه در ایران عازم فرانسه شد و مدرک دکترای اقتصاد خود را از دانشگاه پاریس گرفت. پس از برگشت به ایران مدتی بازرس قانونى در شركت معاملات خارجى و مشاور سازمان برنامه و بودجه شد.او همچنین عضو هیئت مدیره دانشگاه فردوسی مشهد بود و در سال ١٣٣٢ اولین نشریه اقتصادی خود را منتشر کرد. 
شریعت در انتخابات دوره‏ بیست‏ و دوم به عنوان نماینده گناباد در مجلس شورای ملی حضور داشت. 